# トランプボーイ
『トランプボーイ』は、パック・イン・ビデオが1990年3月29日に発売したゲームボーイ用ソフト。

## 概要
大富豪・スピード・神経衰弱の3つのトランプのゲームが遊べる。
「大富豪」では「ジ・エンターテイナー」、「スピード」では「ウィリアム・テル序曲第4部」、「神経衰弱」では「インヴェンション 第1番 ハ長調 BWV 772」の音楽が流れる。

## ゲーム内容

### 大富豪
- プレイヤー1名にCPU5名を加えた6名が同時に参加する。
- ジョーカーは1枚で、ワイルドカードとしての使用は不可。
- 革命、階段、8切り、都落ちなどのローカルルールはなし。
- 最初の順番はランダム。
- 大貧民は配付時に2枚の強いカードを大富豪に取られ、大富豪は配付時に不要なカード2枚を大貧民に渡す。
- 貧民は配布時に1枚の強いカードを富豪に取られ、富豪は配付時に不要なカード1枚を貧民に渡す。
- 2回目以降の順番は大貧民→貧民→平民（2人いる場合は順位が上が先）→富豪→大富豪。
- 最初の持ち点は100点。
- 大富豪は+10点・富豪+5点・貧民は−5点・大貧民は−10点。
- 持ち点が0点になったら脱落。
- 3者が脱落し、残り3者になったら、その時点の3者の持ち点で上から順位を決定。

### スピード
- 1対1のゲーム。
- お手つきをすると5秒停止。

### 神経衰弱
- 1対1のゲーム

## 登場キャラクター

### CPU
- しぇふ
- おさる
- はかせ
- れおな
- みるく

CPUレベルが高い方から順。但し、大富豪においてはCPUによるレベルの差はない。

## 評価
ゲーム誌『ファミコン通信』の「クロスレビュー」では合計24点、『ファミリーコンピュータMagazine』の読者投票による「ゲーム通信簿」での評価は以下の通りとなっており、16.94点（満30点）となっている。
| 項目 | キャラクタ | 音楽 | 操作性 | 熱中度 | お買得度 | オリジナリティ | 総合  |
| 得点 | 2.54       | 2.69 | 3.00   | 3.03   | 2.84     | 2.84           | 16.94 |

## 続編
- トランプボーイII（1990年11月9日発売）
大富豪、7ならべ、アメリカンページワンの3種類が選択でき、最大4人での対戦が可能となっている。